# Maginardo
Maginardo, conocido también como Maginardo Aretino, fue un arquitecto italiano que trabajó durante el siglo XI en la diócesis de Arezzo a petición de los obispos que se sucedieron en aquella región en ese período: Elemperto (986-1010), Guillermo (1010-1013), Adalberto (1014-1023) y Tedaldo (1023-1036).
En 1019 fue enviado a Rávena para estudiar los monumentos bizantinos. El resultado de estos estudios fue la confluencia de estilos proto-románicos del mismo Arezzo, Lombardía y bizantinos. Su trabajo más importante fue la renovación de la Catedral de Arezzo en la colina del Pionta (la Catedral Vieja) de la que solo quedan ruinas porque fue destruida por los florentinos en 1561 por orden de Cosme I de Médici.
Maginardo en un primer momento (1006-1009) participó en la reestructuración de la preexistente catedral dedicada a la Virgen María y a san Esteban (construida alrededor del siglo VIII), en un segundo momento la amplió, construyendo al lado una nueva iglesia: el Templo de San Donato. La catedral se erguía en un lugar donde, según los documentos medievales, se encontraba el sepulcro de san Donato, segundo obispo y patrono de la ciudad. Fue concluida en el año 1032 y dedicada solemnemente el mismo año, el 12 de noviembre.
- Datos: Q957578